# E-40
Earl Stevens (Vallejo, Kalifornia, 1967. november 15.), művésznevén E-40 egy amerikai rapper, vállalkozó és színész. Ő az alapító tagja a The Click együttesnek és a  Sick Wid It Records lemezkiadónak. Összesen 27 stúdióalbumot adott ki és számos film betétdalában szerepelt.

## Diszkográfia

### Stúdióalbumok
- Federal
- In a Major Way
- Tha Hall of Game
- The Element of Surprise
- Charlie Hustle: The Blueprint of a Self-Made Millionaire
- Loyalty & Betrayal
- Grit & Grind
- Breakin' News
- My Ghetto Report Card
- The Ball Street Journal
- Revenue Retrievin': Day Shift
- Revenue Retrievin': Night Shift
- Revenue Retrievin': Overtime Shift
- Revenue Retrievin': Graveyard Shift
- The Block Brochure: Welcome to the Soil 1
- The Block Brochure: Welcome to the Soil 2
- The Block Brochure: Welcome to the Soil 3
- The Block Brochure: Welcome to the Soil 4
- The Block Brochure: Welcome to the Soil 5
- The Block Brochure: Welcome to the Soil 6
- Sharp On All 4 Corners: Corner 1
- Sharp On All 4 Corners: Corner 2
- The D-Boy Diary: Book 1
- The D-Boy Diary: Book 2

### Középlemezek
- Mr. Flamboyant
- The Mail Man
- Poverty and Prosperity

### Kislemezek
- 1-Luv
- Sprinkle Me
- Things'll Never Change
- Rapper's Ball
- Nah, Nah
- Automatic
- Quarterbackin
- Tell Me When to Go
- U and Dat
- Turf Drop
- Wake It Up
- Break Ya Ankles
- Bitch
- My Shit Bang
- Function
- Ripped
- All My Niggas
- Episode
- Red Cup
- Choices (Yup)
- Gamed Up

## Filmográfia
- The Breaks
- 3 dobás
- Obstacles
- Malibooty
- Hair Show
- Survival of the Illest
- Hull-a-rabló